# Heroes (singel Eleny Paparizou)
"Heroes" to singel greckiej piosenkarki Eleny Paparizou. Piosenka została napisana specjalnie jako oficjalny utwór na XIX Mistrzostwa Europy w Lekkoatletyce odbywające się w jej rodzinnym Göteborgu. Możemy go znaleźć na albumie studyjnym The Game of Love, który został wydany 15 listopada 2006 roku w Skandynawii.
Piosenka jest głównie po angielsku, ale znajduje się też trochę hiszpańskich słów, takich jak -viva los heros (niech żyją bohaterowie) i po grecku, takich jak - Nikes gia panta (zwycięstwa na zawsze).
"Heroes" zostało wydane w sierpniu 2006 roku i stało się piątym singlem wydanym przez Paparizou w Szwecji. To był jej pierwszy singel, który zadebiutował na Szwedzkiej Liście Singli na pierwszym miejscu, a drugi który osiągnął na niej pierwszą pozycję. Kiedy "Heroes" debiutowało na liście, poprzedni singel "Mambo!" wciąż się na niej znajdował. 10 września 2006 roku utwór znalazł się na szwedzkiej liście hitów Svensktoppen.

## Lista utworów
- CD Single

1. "Heroes" – 2:54
2. "Heroes" (Freerunners Radio Edit) – 2:38
3. "Heroes" (Freerunners X10ded) – 4:36

## Pozycje na listach przebojów
| Lista                     | Najlepsza pozycja |
| ------------------------- | ----------------- |
| Swedish Singles Chart     | 1                 |
| Swedish Airplay Chart     | 2                 |
| Lithuanian Airplay Chart  | 14                |
| Bulgarian Airplay Chart   | 16                |
| Estonian Top 40 Chart     | 22                |
| Swedish Dance Chart       | 28                |
| Finnish Dance Chart       | 35                |
| Eurochart Hot 100 Singles | 91                |